# 666 (альбом Aphrodite’s Child)
666 (The Apocalypse of John, 13/18) (с англ. — «Откровение Иоанна Богослова, 13:18») — двойной альбом греческой рок-группы Aphrodite’s Child в жанре психоделический рок / прогрессивный рок, выпущенный в 1972 году. Являясь вольной адаптацией последней книги Нового Завета — Откровение Иоанна Богослова, третий по счёту альбом группы получил наибольшее признание музыкальных критиков. Пластинка стала последней работой музыкального коллектива из-за внутренней напряжённости в процессе записи и конфликта со звукозаписывающей компанией. К моменту выхода группа распалась, а её участники приступили к работе над сольными проектами.

## Идея и производство
Концепция альбома 666 была создана Вангелисом и кинорежиссёром Костасом Феррисом, который выступил в качестве автора текстов. На Ферриса повлиял нелинейный стиль повествования фильмов «Нетерпимость», «Расёмон», «Гражданин Кейн», «Убийство», а также альбомы The Beatles «Оркестр клуба одиноких сердец сержанта Пеппера» и группы The Who «Томми». Основная концепция альбома — контркультурная интерпретация Книги Откровений, в которой цирковое представление, основанное на апокалипсисе, исполняется для публики, в то время как настоящий апокалипсис происходит за пределами циркового шатра, и оба в итоге сливаются в единое целое. Результат Феррис описал как «концептуальную книгу» и заявил, что он намеревался сделать повествование более свободным, чем в «Томми», но более жёстким, чем в «Оркестре сержанта Пеппера».
Группа начала работу над альбомом в студии Europa Sonor в Париже в конце 1970 года. На его запись ушло чуть больше трёх месяцев, и она завершилась в начале 1971 года. Общая стоимость записи альбома оценивалась в 80-90 тыс. долларов США. Работа шла крайне напряжённо, поскольку амбициозный характер концепции альбома Вангелиса и Ферриса противоречил желанию Демиса Руссоса, Лукаса Сидераса и Сильвера Кулуриса продолжить психоделическое поп-направление, которое уже принесло им успех. Инженер Роджер Рош рассказывал, что играть вместе им нравилось, но после завершения дубля они не разговаривали друг с другом. Вангелис винил в напряжении коммерческое давление, заявляя: «Оно было слишком тяжёлым для группы. Я понял, что больше не могу идти коммерческим путём, это слишком скучно».
Джорджо Гомельски, находившийся в то время во Франции, работая с группами Magma и Gong, внёс некоторый вклад в альбом и, по его собственному описанию, выступал в роли своего рода действующего продюсера. Сам он считал, что его вклада недостаточно, чтобы называться продюсером. Соответственно, на обложке альбома он указан как «проходящий мимо». Джерард Фаллек, указанный на обложке, как «координатор производства», не принимал участия в производственном процессе, но участвовал в продолжавшейся год битве за выпуск пластинки. Феррис приписал ему предложение окончательного названия альбома и работу над обложкой. Среди других участников альбома были Харрис Халкитис, который заменял Вангелиса во время гастролей в поддержку альбома It’s Five O’Clock, Мишель Рипоче (валторна), греческий художник Яннис Царошис, актриса Ирен Папас, Джон Форст и Дэниел Копловиц.
После завершения работы над альбомом звукозаписывающая компания Mercury Records отказалась выпускать его, возражая против некоммерческого материала, в частности против трека «∞». В 1971 году группа организовала хеппенинг «вечеринку в честь годовщины» в знак протеста против того, что альбом не выпускается. По словам Ферриса, Сальвадор Дали присутствовал на этом хеппенинге и слушал альбом. Дали был очень впечатлён работой, заявив, что она напомнила ему барселонский собор Саграда Фамилия, и даже запланировал грандиозное мероприятие в Барселоне, чтобы отметить выпуск альбома. Позднее Дали отменил мероприятие и прервал дальнейшие контакты с группой, обидевшись на Ферриса.
Несмотря на то, что Вангелис сократил композицию «∞» с первоначальных 39 минут до пяти, борьба с препятствиями Mercury Records продолжалась. Примерно в это время группа распалась. Вангелис выпустил свой первый сольный альбом Fais que ton rêve soit plus long que la nuit. Сидерас начал работу над собственным сольным альбомом One Day, с аранжировками Кулуриса. Руссос выпустил свой дебютный сольный альбом Fire and Ice (также известный как On the Greek Side of My Mind), с популярной в Европе песней «We Shall Dance».
В конце концов Mercury Records согласилась выпустить «666» на своей дочерней компании Vertigo Records, занимающейся прогрессивным роком, в июне 1972 года. Альбом продвигали всего одним синглом «Babylon» / «Break», выпущенным в ноябре. Mercury Records также выпустила мини-альбом с четырьмя песнями. Ни альбом, ни сингл не были коммерчески успешными на старте, альбом не попал в чарты. Два года спустя Вангелис сказал, что альбом хорошо продавался в США.
Vertigo также выпустила виниловое издание альбома в Бразилии под названием Break, в котором не было большинства инструментальных треков. Расширенное виниловое издание «666»было выпущено в Греции в 1974 году, оно содержало альтернативные миксы композиций, вырезанные из других версий альбома, и использовало картину, из внутреннего конверта грампластинки. Некоторые из этих версий появились в бразильском релизе.

## Список композиций
Хотя Феррис выше назван автором текстов, в альбоме прямо указано, что все треки, даже инструментальные, написаны Вангелисом Папатанассиу и Костасом Феррисом.

### Сторона 1
Первый трек альбома, «The System» (с англ. — «Система»), плавно сменяется пением хора «У нас есть система, к чёрту систему!» и барабанной дробью Лукаса Сидераса. Текст вдохновлён брошюрой Эбби Хоффман Fuck the System.
«Babylon» (с англ. — «Вавилон») — это акустическая рок-песня с энергичным гитарным риффом, который сравнивали с синглом The Who «Pinball Wizard», мелодичной игрой на бас-гитаре Руссоса и шумом толпы, подобным звучанию на альбоме «Сержант Пеппер». Текст песни вводит апокалиптическую тему, ссылаясь на падение Великого Вавилона из 18-й главы Откровения Иоанна Богослова.
«Loud, Loud, Loud» (с англ. — «Громко, громко, громко») сочетает в себе двухаккордовую фортепианную мелодию Вангелиса с повествованием Даниэля Копловица, описанного фан-сайтом как «сын дипломата». Хор поющий «Loud, Loud, Loud», не указан на обложке альбома. Текст трека отражает дух контркультурного оптимизма, рассказывая о том, «когда мальчики перестанут становиться солдатами / и солдаты перестанут играть в военные игры».
«The Four Horsemen» (с англ. — «Четыре всадника») повествуют о Четырёх всадниках Апокалипсиса, её текст в основном перефразируют текст 6-й главы Откровения. Структура песни отличается динамичным контрастом: Руссос поёт под звук клавишных и перезвон ветерка (музыкальной подвески). Припев, под традиционные рок-инструменты, усилен игрой Сидераса на барабанах. Кульминацией песни является двухминутное соло на вау-вау Кулуриса поверх тяжёлых барабанов Сидераса и повторяющееся пение слога «фа-фа-фа» Демисом Руссосом. Одна из самых известных песен «666».
«The Lamb» (с англ. — «Агнец») — инструментальная композиция, вдохновлённая народной музыкой, с вокальными песнопениями, следующими за основной мелодией, и звуками, напоминающими традиционные греческие инструменты.
«The Seventh Seal» (с англ. — «Седьмая печать») — инструментальная композиция с повторяющейся мелодией клавишных и струнных инструментов и повествованием с британским акцентом Джона Форста, описывающего агнца, открывающего последнюю из семи печатей, опять же на основе 6-й главы Откровения. В повествовании не упоминается землетрясение, которое Книга Откровения приписывает снятию шестой печати, но в остальном соответствует библейскому описанию. Фраза Форста: «And when the lamb opened the seventh seal, silence covered the sky» (с англ. — «Когда Агнец снял седьмую печать, смолкло всё на небе»), использована в композиции Enigma «The Rivers of Belief».

### Сторона 2
Вторая сторона альбома начинается с трека «Aegian Sea» (с англ. — «Эгейское море»), инструментальной композиции, включающей в себя ещё одно длинное гитарное соло Кулуриса, замысловатую клавишную работу Вангелиса и вокализ. Повествование Джона Форста звучит на фоне гитарного соло Кулуриса. В тексте повторяется тема снятия двух печатей из «The Seventh Seal» (с англ. — «Седьмой печати») от первого лица и повторённой три раза фразой «Они больше не будут страдать от голода, они больше не будут страдать от жажды». Голос Форста замедлен и панорамируется на правый стереоканал, а в левом канале слышится его эхо.
За треком «Aegian Sea» следует «Seven Bowls» (с англ. — «Семь чаш»), наполненная звуковыми эффектами композиция, в которой хор повествует о воздействии семи чаш гнева Божьего (вода превращается в кровь, и в ней умирает всё живое; Солнце остывает, а воздух становится ядовитым). Трек плавно переходит в следующую композицию «The Wakening Beast» (с англ. — «Пробуждающийся Зверь»), в которой используются эффект реверберации поющего ветерка. Семплы повествования «Seven Bowls» были использованы позднее в музыкальной композиции Enigma «The Voice and the Snake».
«Lament» (с англ. — «Плач») начинается с повторяющейся ноты вибрафона, которую играет Вангелис, после чего Руссос исполняет вокализ, оплакивая «род человеческий» с дополнительным бэк-вокалом Вангелиса.
«The Marching Beast» (с англ. — «Марширующий Зверь») — инструментальная композиция с повторяющейся мелодией, исполняемой на гитаре, басу и саксофоне, с постепенно развивающейся аранжировкой, включающей фортепианное соло и флейтовую трель в стиле Jethro Tull.
«The Battle of the Locusts» (с англ. — «Нашествие саранчи») и «Do It» (с англ. — «Действуй») — агрессивные рок-инструменталы, по разному воспринимаемые музыкальными критиками как написанные под влиянием джаза таки хэви-метала. Оба трека начинаются с того, что Форст декламирует названия композиций, которые исполняются в формате пауэр-трио, с замысловатой игрой ударных и быстрыми гитарными соло. Название «Действуй» взято из книги Джерри Рубина «Действуй! Сценарии революции».
«Tribulation» (с англ. — «Скорбь, бедствие») — это инструментальная джазовая композиция с овердабом саксофона Харриса Халкитиса.
«The Beast» (с англ. — «Зверь») описывают как «причудливое пение в стиле фанк». Это первая песня с ведущим вокалом Лукаса Сидераса, который поёт «Кто может сразиться со Зверем?» своим нормальным голосом и декламацией «Она большая, Она плохая, Она жестокая, Она грустная» более глубоким и низким голосом. В песне присутствует фанк-ритм и студийные эксперименты. Во время записи у Вангелиса был микрофон, для управления группой, и финальный микс включает в себя его ритмичное пение и студийные комментарии. Он говорит, Pame! (с греч. — «Вперёд!») ближе к кульминации песни, и Teliounome edho pera, etsi? (с греч. — «Здесь закругляемся, помним?») на финальном такте песни. Музыкальный критик Джон Брайан посчитал песню «немного странной», но «весёлой и запоминающейся».
Последняя композиция на второй стороне, «Ofis» (с греч. — «Змей»), представляет собой короткую интерлюдию, в которой Яннис Царушис декламирует строчку из спектакля театра теней «Александр Македонский и проклятый змей», при этом к его голосу применён эфект эхо. Фраза: Exelthe ofi katiramene, dhioti an dhen exelthe essy, tha se exelthe ego! Ou! Ou! Ou! (с греч. — «Выходи, проклятый змей, потому что если ты сам не выйдешь, я заставлю тебя выйти! Нет! Нет! Нет!»)

### Сторона 3
«Seven Trumpets» (с англ. — «Семь труб») — драматическое повествование, представляющее следующий трек "Altamont". Head Heritage интерпретировала его как представление о моменте, когда «занавес реальности» срывается, и, таким образом,  согласно концепции Ферриса, настоящий апокалипсис и апокалипсис циркового шоу начинают переплетаться.
«Altamont» (с англ. — «Альтамонт, Высокая гора») — содержит повторяющийся грув с заметным влиянием фанка, скэттинг Дэмиса Руссоса вместе с его же басовой линией, вибрафон Вангелиса и наложением валторны Халкитиса. Вторая половина трека дополняет повествование, ссылаясь на образы предыдущих песен и описывает взгляд на апокалипсис как «образы того, что было, того, что есть, и чему надлежит быть». Одна из строк песни, «Мы — народ, народ странствующий», позже послужила основой для названия песни «The Rolling People» (с англ. — «Народ странствующий») The Verve.
«Altamont» завершается плавным переходом в «The Wedding of the Lamb», инструментал, вдохновлённый этнической музыкой, который содержит мелодию синтезатора, в сопровождении вокализа и синкопированных ритмических барабанов. Инструментал, в свою очередь, перетекает в «The Capture of the Beast», барабанное соло Сидераса, в котором интенсивно используются том-томы и другие ударные, исполняемое в сопровождении синтезаторов Вангелиса. Треки связаны между собой короткими устными репликами, которые произносятся прерывисто и объявляют их названия: «Это был «Брак Агнца» в конце первого и «Теперь начинается «Поимка зверя» в начале последнего.
«∞» («Infinity») (с англ. — «Бесконечность») — самая противоречивая песня альбома, состоящая из пения Ирен Папас «Я был, Я здесь, Я приду (и так до бесконечности)» в сопровождении редкой перкуссии, постепенно переходящей в безумие оргазма. Семпл резкого вдоха певицы был использован в треке Enigma «Principles of Lust»
«Hic et Nunc» (с лат. — «Здесь и сейчас») — оптимистичный поп-трек с фортепьяно с эффектом фейзинга, тенор-саксофоном Мишеля Рипоче и толпой, скандирующей «Здесь и сейчас!». В припеве повторно используется звуковые эффекты из трека «Babylon» и пение хора «У нас есть система, к чёрту систему!» из трека «The System» в сопровождении фортепианного соло Вангелиса, предвосхищая заключительный «коллаж».

### Сторона 4
Самая длинная песня альбома, «All the Seats Were Occupied» (с англ. — «Все места были заняты»), начинается как медленный инструментал с элементами раги, фанка, и завершается микшированием треков методом конкретная музыка из «Seven Trumpets», «The System», «The Four Horsemen», «Loud, Loud, Loud», «The Capture of the Beast», «Ofis», «∞», «Seven Bowls», «The Lamb», «The Wakening Beast», «The Marching Beast» и «Altamont». Фраза «all the seats were occupied» заимствована из записи BBC Teaching English. Трек завершается хаотичным финалом и фрагментом болезненного стона Ирен Папас из «∞». В 2010 году этот трек вышел на сборнике A Monstrous Psychedelic Bubble Exploding in Your Mind: Volume 3.
Заключительный трек «Break» (с англ. — «Конец») — это баллада Сидераса в сопровождении фортепиано и органа. На бэк-вокале поёт Вангелис скэтом, чтобы высмеять драматическое настроение песни. В текстах Ферриса изначально был ещё один куплет, который начинался с фразы «Now / Got no place to go», который не был включён в окончательную версию. Хегарти и Холливелл описывают последние строчки «Fly/High/And then/You make it» (Лети / высоко / и тогда / ты сделаешь это), как лишённые повествовательной связи с остальной частью альбома, но заканчивающиеся на «меланхолическом кайфе». Трек заканчивается аккордом фортепиано и органа, за которым после 6 секунд тишины следует заключительный звук альбома — отрывок из фразы Форста «Сделай это!».

## Упаковка (конверт грампластинки)
Обложка альбома была создана координатором производства Джерардом Фаллеком. Феррис рассказывал, что первоначальная идея Фаллека заключалась в том, чтобы создать чёрную обложку с белой надписью «666» посередине (под влиянием «Белого альбома» The Beatles). Фаллек представил группе эскиз с тремя пластиковыми автомобильными номерами. Феррису и Вангелису понравилась идея, но они предпочли красный фон с номером, напечатанным белым шрифтом на чёрном фоне посередине, также похожим на номерной знак автомобиля. Такой макет обложки стал окончательным, хотя в нескольких изданиях грампластинки на конверте использовался изначальный белый номер на чёрном фоне.
Фаллек также представил группе сюрреалистическую картину автокатастрофы в духе Дали, которую разместили на развороте. Феррис рассказывал, что группа забыла узнать имя художника (на картине присутствует подпись «M. Dubre»). Хотя Фаллек и не был уверен в том, что картина по смыслу имеет прямое отношение к альбому, вместе с Вангелисом они считали её «воплощением человеческой глупости».
В примечаниях на конверте написано: «Этот альбом был записан под влиянием Салепа». Задуманное как шутка, заявление вызвало споры во время выпуска альбома.

## Список треков
Хотя Костас Феррис выше назван автором текстов, в альбоме прямо указано, что все треки, даже инструментальные, написаны Вангелисом Папатанассиу и Костасом Феррисом.

### Международное издание на виниле
| №  | Название                                 | Длительность |
| -- | ---------------------------------------- | ------------ |
| 1. | «The System»                             | 0:23         |
| 2. | «Babylon»                                | 2:47         |
| 3. | «Loud, Loud, Loud»                       | 2:42         |
| 4. | «The Four Horsemen»                      | 5:53         |
| 5. | «The Lamb» (Инструментальная композиция) | 4:34         |
| 6. | «The Seventh Seal»                       | 1:30         |

| №   | Название                                                  | Длительность |
| --- | --------------------------------------------------------- | ------------ |
| 1.  | «Aegian Sea»                                              | 5:22         |
| 2.  | «Seven Bowls»                                             | 1:28         |
| 3.  | «The Wakening Beast» (Инструментальная композиция)        | 1:11         |
| 4.  | «Lament»                                                  | 2:45         |
| 5.  | «The Marching Beast» (Инструментальная композиция)        | 2:00         |
| 6.  | «The Battle of the Locusts» (Инструментальная композиция) | 0:56         |
| 7.  | «Do It»                                                   | 1:44         |
| 8.  | «Tribulation» (Инструментальная композиция)               | 0:32         |
| 9.  | «The Beast»                                               | 2:26         |
| 10. | «Ofis»                                                    | 0:14         |

| №  | Название                                                 | Длительность |
| -- | -------------------------------------------------------- | ------------ |
| 1. | «Seven Trumpets»                                         | 0:35         |
| 2. | «Altamont»                                               | 4:33         |
| 3. | «The Wedding of the Lamb» (Инструментальная композиция)  | 3:38         |
| 4. | «The Capture of the Beast» (Инструментальная композиция) | 2:17         |
| 5. | «∞» (Бесконечность)                                      | 5:15         |
| 6. | «Hic et Nunc»                                            | 2:55         |

| №  | Название                      | Длительность |
| -- | ----------------------------- | ------------ |
| 1. | «All the Seats Were Occupied» | 19:21        |
| 2. | «Break»                       | 2:59         |

### Бразильское издание на виниле (альбом выпущен какBreak)
| №  | Название            | Длительность |
| -- | ------------------- | ------------ |
| 1. | «Babylon»           | 2:52         |
| 2. | «The Four Horsemen» | 6:10         |
| 3. | «The Lamb»          | 4:40         |
| 4. | «Aegian Sea»        | 5:22         |
| 5. | «The Beast»         | 2:26         |

| №  | Название                      | Длительность |
| -- | ----------------------------- | ------------ |
| 1. | «All the Seats were Occupied» | 19:21        |
| 2. | «Break»                       | 2:59         |

### Греческое издание на виниле
| №  | Название                                 | Длительность |
| -- | ---------------------------------------- | ------------ |
| 1. | «The System»                             | 0:25         |
| 2. | «Babylon»                                | 2:57         |
| 3. | «Loud, Loud, Loud»                       | 2:43         |
| 4. | «The Four Horsemen»                      | 6:10         |
| 5. | «The Lamb» (Инструментальная композиция) | 4:36         |
| 6. | «The Seventh Seal»                       | 1:30         |

| №   | Название                                                  | Длительность |
| --- | --------------------------------------------------------- | ------------ |
| 1.  | «Aegian Sea»                                              | 5:22         |
| 2.  | «Seven Bowls»                                             | 1:28         |
| 3.  | «The Wakening Beast» (Инструментальная композиция)        | 1:11         |
| 4.  | «Lament»                                                  | 2:45         |
| 5.  | «The Marching Beast» (Инструментальная композиция)        | 2:00         |
| 6.  | «The Battle of the Locusts» (Инструментальная композиция) | 1:41         |
| 7.  | «Do It»                                                   | 1:44         |
| 8.  | «Tribulation» (Инструментальная композиция)               | 0:32         |
| 9.  | «The Beast»                                               | 2:26         |
| 10. | «Ofis»                                                    | 0:14         |

| №  | Название                                                 | Длительность |
| -- | -------------------------------------------------------- | ------------ |
| 1. | «Seven Trumpets»                                         | 0:36         |
| 2. | «Altamont»                                               | 5:29         |
| 3. | «The Wedding of the Lamb» (Инструментальная композиция)  | 4:15         |
| 4. | «The Capture of the Beast» (Инструментальная композиция) | 2:17         |
| 5. | «∞» (Бесконечность)                                      | 5:15         |
| 6. | «Hic et Nunc»                                            | 4:37         |

| №  | Название                      | Длительность |
| -- | ----------------------------- | ------------ |
| 1. | «All the Seats Were Occupied» | 19:21        |
| 2. | «Break»                       | 2:56         |

### Издание на компакт-диске
| №                   | Название                                                  | Длительность |
| ------------------- | --------------------------------------------------------- | ------------ |
| 1.                  | «The System»                                              | 0:23         |
| 2.                  | «Babylon»                                                 | 2:47         |
| 3.                  | «Loud, Loud, Loud»                                        | 2:42         |
| 4.                  | «The Four Horsemen»                                       | 5:54         |
| 5.                  | «The Lamb» (Инструментальная композиция)                  | 4:33         |
| 6.                  | «The Seventh Seal»                                        | 1:30         |
| 7.                  | «Aegian Sea»                                              | 5:22         |
| 8.                  | «Seven Bowls»                                             | 1:29         |
| 9.                  | «The Wakening Beast» (Инструментальная композиция)        | 1:11         |
| 10.                 | «Lament»                                                  | 2:45         |
| 11.                 | «The Marching Beast» (Инструментальная композиция)        | 2:00         |
| 12.                 | «The Battle of the Locusts» (Инструментальная композиция) | 0:56         |
| 13.                 | «Do It»                                                   | 1:44         |
| 14.                 | «Tribulation» (Инструментальная композиция)               | 0:32         |
| 15.                 | «The Beast»                                               | 2:26         |
| 16.                 | «Ofis»                                                    | 0:14         |
| Общая длительность: | Общая длительность:                                       | 36:28        |

| №                   | Название                                                 | Длительность |
| ------------------- | -------------------------------------------------------- | ------------ |
| 1.                  | «Seven Trumpets»                                         | 0:35         |
| 2.                  | «Altamont»                                               | 4:33         |
| 3.                  | «The Wedding of the Lamb» (Инструментальная композиция)  | 3:38         |
| 4.                  | «The Capture of the Beast» (Инструментальная композиция) | 2:17         |
| 5.                  | «∞» (Бесконечность)                                      | 5:15         |
| 6.                  | «Hic et Nunc»                                            | 2:55         |
| 7.                  | «All the Seats Were Occupied»                            | 19:19        |
| 8.                  | «Break»                                                  | 2:58         |
| Общая длительность: | Общая длительность:                                      | 41:30        |

## Участники записи
Группа Aphrodite's Child
- Вангелис (Эвангелос Одиссеас Папатанасиу) — клавишные, орган, фортепиано, вибрафон, бас-гитара, флейта, перкуссия, бэк-вокал в композициях «Lament», «The Beast», «Break»;
- Демис Руссос (Артемиос Вентурис Руссос) — ведущий вокал в композициях «Babylon», «The Four Horsemen», «Lament», «Hic et Nunc», бас-гитара, гитара, труба, бэк-вокал;
- Лукас Сидерас — ударные, ведущий вокал в композициях «The Beast», «Break», бэк-вокал;
- Сильвер Кулурис (Анаргирос Кулурис) — гитара, перкуссия.

Концепция альбома
- Костас Феррис — композитор, автор текстов;
- Вангелис — композитор, аранжировщик.

Приглашённые музыканты
- Харрис Халкитис — бас, тенор-саксофон, конга, перкуссия, бэк-вокал;
- Мишель Рипош — тромбон, тенор-саксофон в композициях «Babylon», «Hic et Nunc»;
- Ирен Папас — вокал на «∞»;
- Джон Форст — декламация на английском;
- Яннис Царушис — декламация на греческом в композиции «Ofis»;
- Даниэль Копловиц — декламация «Loud, Loud, Loud».

Производство
- Вангелис — продюсер;
- Роджер Рош — звукоинженер;
- Жан-Клод Конан — помощник звукоинженера;
- Хитоши Такигучи — мастеринг-инженер;
- Ханс Бретауэр — мастеринг издания на компакт диске;
- Джерард Фаллек — координация производства, дизайн конверта;
- Джорджио Гомельски — «проходящий мимо» (помощь в производстве);
- Минору Харада — продакт-менеджер;
- Киёси Токива — арт-координатор;
- Неизвестный художник — картина на развороте конверта грампластинки, присутствует подпись «M. Dubre».